# Ferkelkräuter
Die Ferkelkräuter (Hypochaeris) bilden eine Pflanzengattung innerhalb der Familie der Korbblütler (Asteraceae).

## Beschreibung

### Vegetative Merkmale

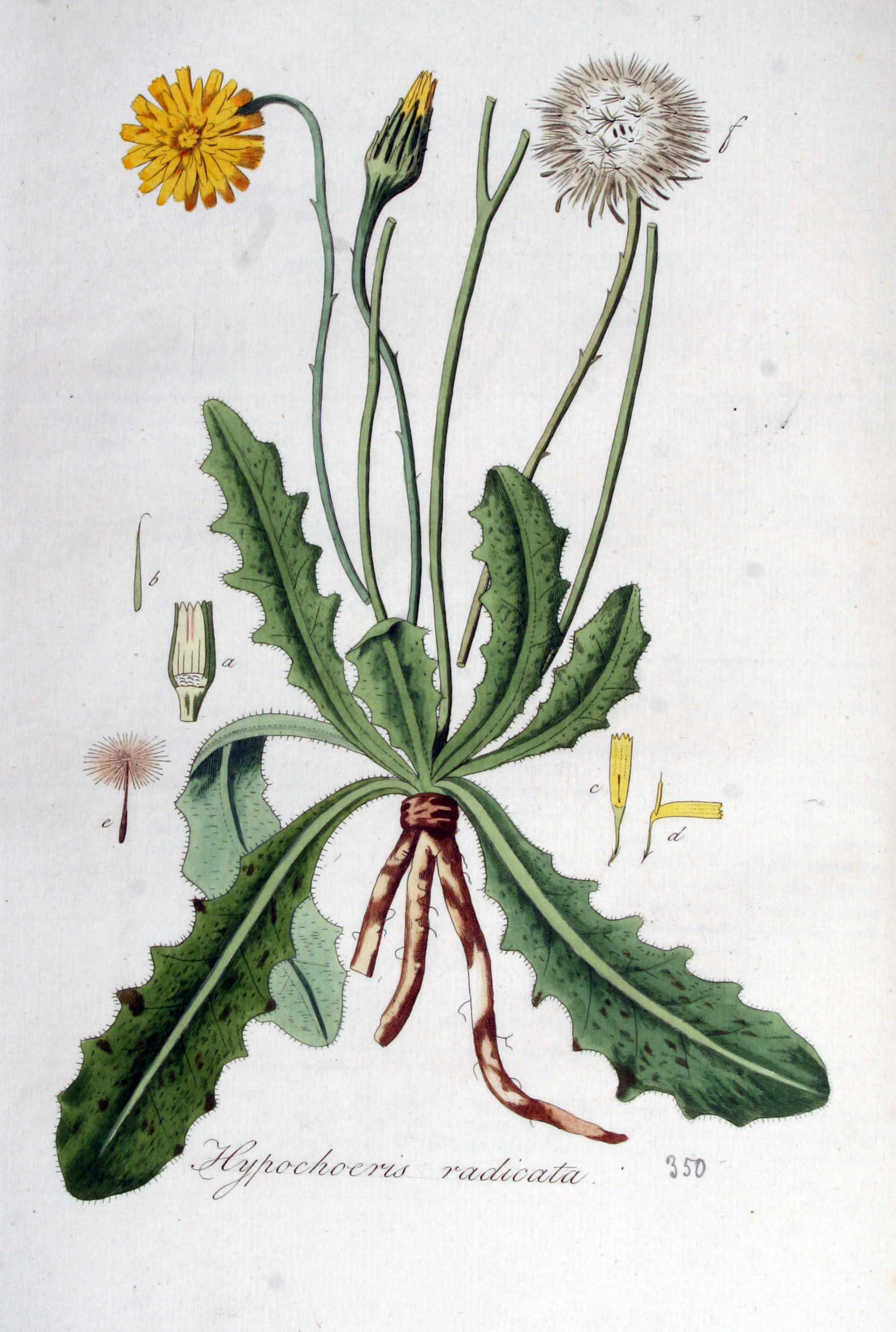
Lectotypusart Gewöhnliches Ferkelkraut (Hypochaeris radicata), Illustration aus Flora Batava

Die Hypochaeris-Arten sind ein-, zweijährige oder ausdauernde krautige Pflanzen, die Wuchshöhen von bis zu 60 Zentimetern erreichen. Die Pflanzen führen Milchsaft. Sie bilden Pfahlwurzeln. Die Stängel stehen meist einzeln oder zu wenigen und sind meist verzweigt.
Die Laubblätter sind meist in einer grundständigen Rosette angeordnet, seltener sind auch Stängelblätter vorhanden. Die Blattspreiten sind ungeteilt bis fiederteilig, lanzettlich bis länglich oder elliptisch. Sie sind zerstreut borstig.

### Generative Merkmale
Die körbchenförmigen Blütenstände stehen einzeln oder zu wenigen in Gesamtblütenständen. Die Hüllblätter stehen einreihig bis dachziegelartig. Der Körbchenboden ist flach, die Spreublätter sind hinfällig und lösen sich leicht ab. Wie alle Vertreter der Cichorioideae besitzen die Hypochaeris-Arten ausschließlich Zungenblüten. Diese sind zumeist gelblich gefärbt, die äußeren sind oft an der Außenseite rot oder grün gestreift.
Die Achänen sind meist zylindrisch. Alle Hypochaeris-Arten bilden einen Pappus aus, dessen einzelne Haare deutlich gefiedert sind.

### Chromosomensätze
Die Chromosomengrundzahlen betragen x = 4 oder 5.

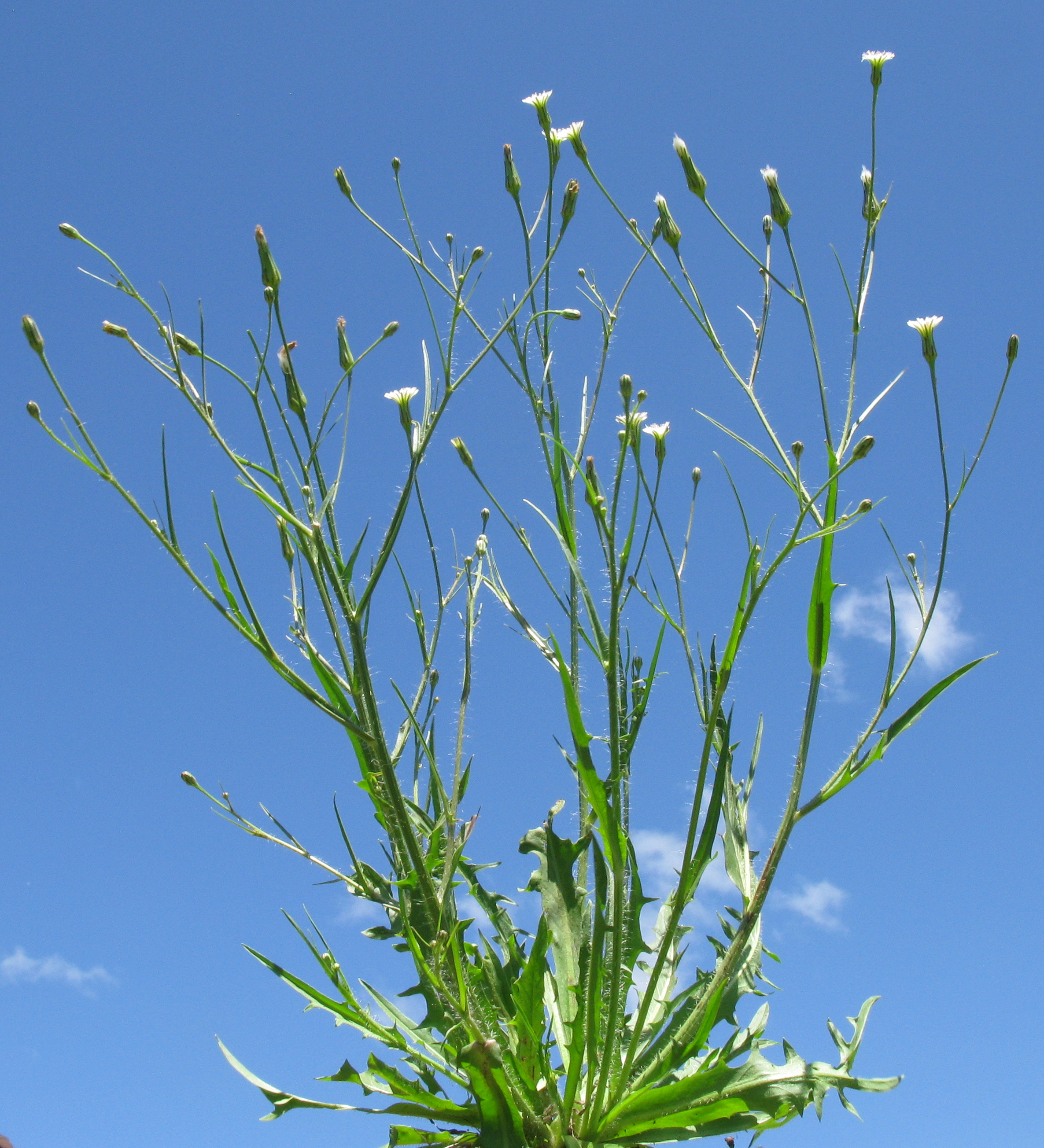
Hypochaeris albiflora

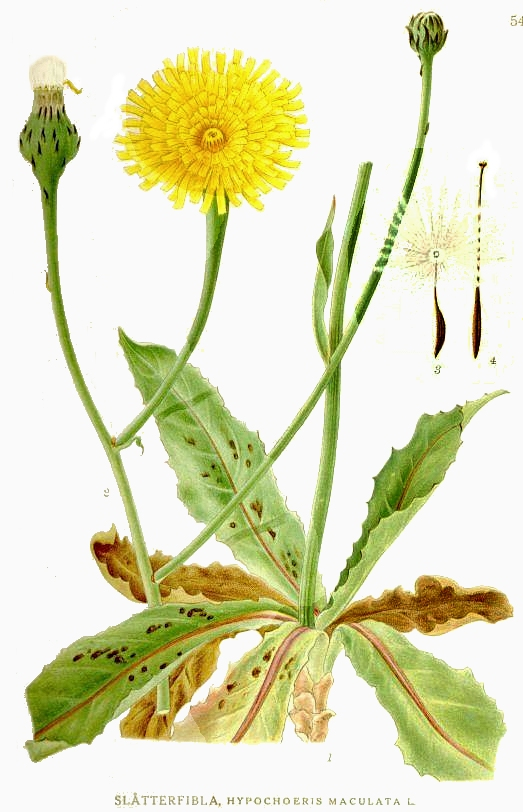
Illustration des Gefleckten Ferkelkraut (Hypochaeris maculata)

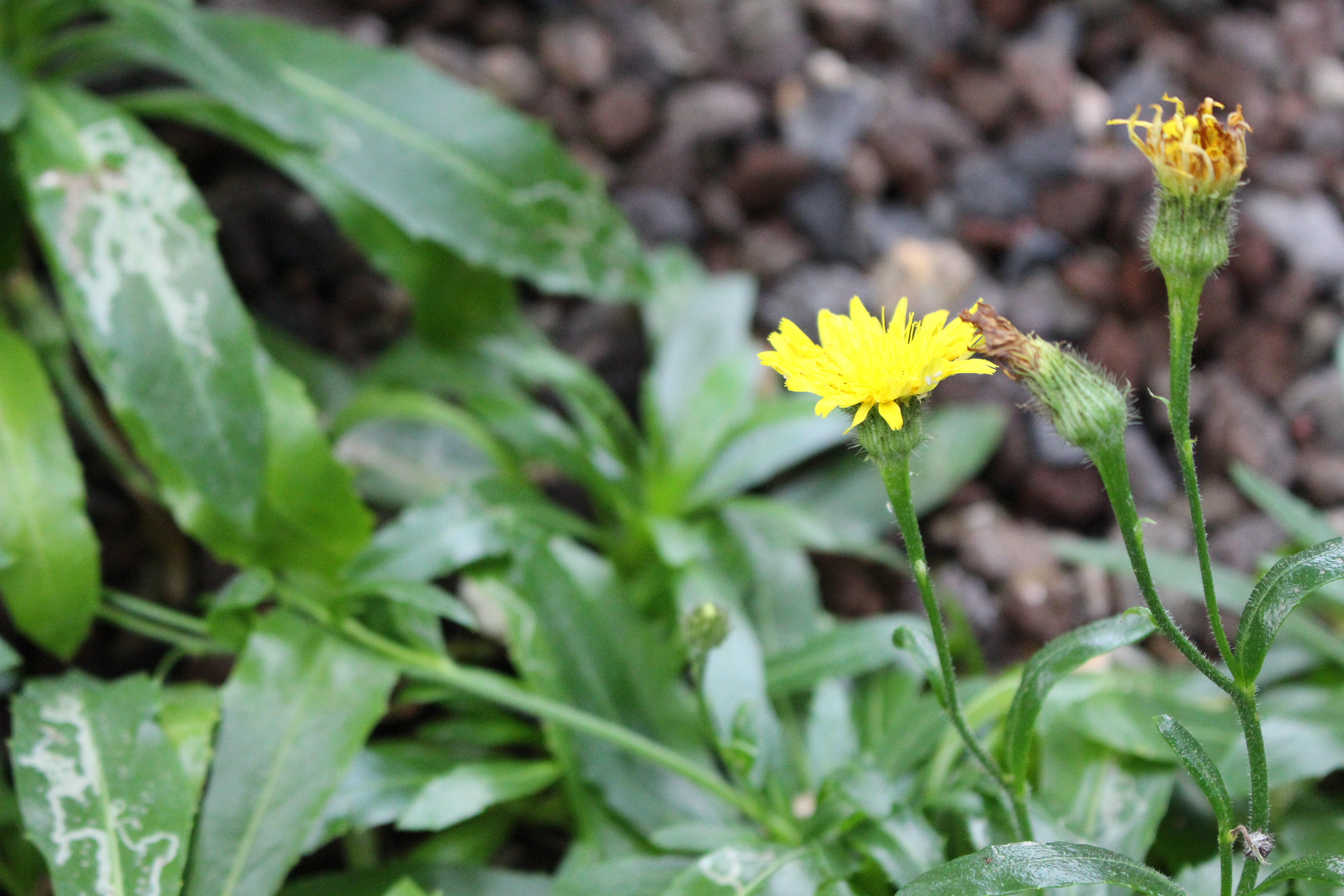
Hypochaeris oligocephala

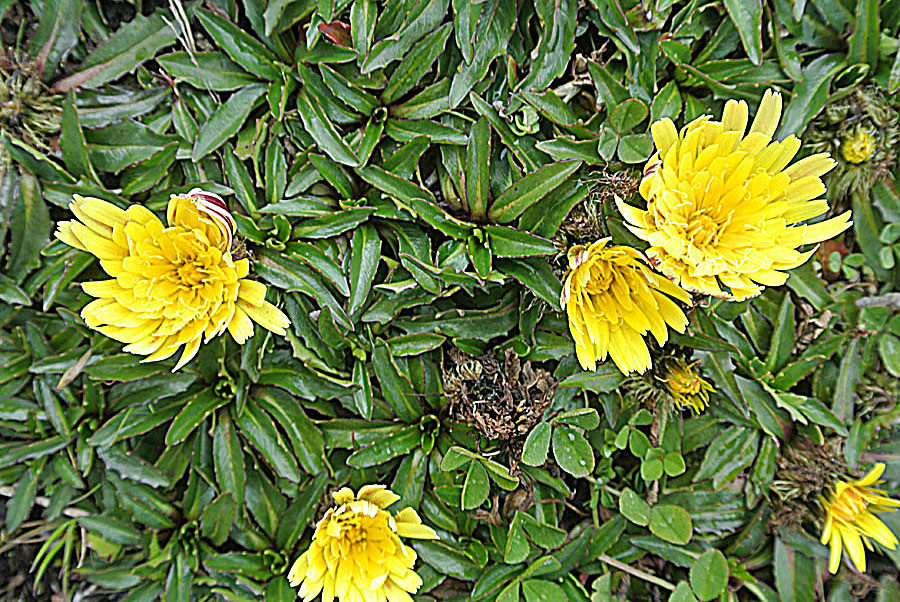
Hypochaeris sessiliflora

## Systematik und Verbreitung
Die Gattung Hypochaeris wurde 1753 durch Carl von Linné aufgestellt; in Species Plantarum, Tomus II, Seite 810 Hypochoeris geschrieben. Als Lectotypusart wurde durch M. L. Green 1783 Hypochaeris radicata L. festgelegt. Synonyme für Hypochaeris L. sind: Hypochoeris L. orth. var., Achyrophorus Adans., Agenora D.Don, Distoecha Phil., Heywoodiella Svent. & Bramwell, Oreophila D.Don, Porcellites Cass., Seriola L., Trommsdorffia Bernh., Achyrophorus sect. Oreophila (D.Don) DC., Achyrophorus sect. Phanoderis DC., Trommsdorffia subg. Oreophila (D.Don) Tzvelev, Hypochaeris subg. Piptopogonopsis Batt., Hypochaeris subg. Achyrophorus Peterm., Hypochaeris sect. Achyrophorus W.D.J.Koch, Hypochaeris sect. Diplostephanae Bisch., Hypochaeris sect. Genuinae W.D.J.Koch nom. inval., Hypochaeris sect. Haplostephanae Bisch.
Die Gattung Hypochaeris gehört zur Tribus Lactuceae in der Unterfamilie Cichorioideae innerhalb der Familie Asteraceae. Die Gattung Hypochaeris ist eng mit der Gattung Leontodon verwandt.
Die Gattung Hypochaeris ist in Eurasien, Nordafrika und Südamerika und in Nordamerika sind Arten Neophyten.
In Mitteleuropa kommen die Arten Kahles Ferkelkraut (Hypochaeris glabra), Geflecktes Ferkelkraut (Hypochaeris maculata), Gewöhnliches Ferkelkraut (Hypochaeris radicata) und Einköpfiges Ferkelkraut (Hypochaeris uniflora) vor.
Die Gattung Hypochaeris enthält über 60 Arten (Auswahl):
- Hypochaeris acaulis (J.Rémy) Britton[4]: Sie wurde aus Chile erstbeschrieben.
- Hypochaeris achyrophorus L.: Sie kommt auf den Kanaren, in Nordafrika, in Südeuropa und Westasien vor.[5]
- Hypochaeris albiflora (Kuntze) Azevêdo-Gonç. & Matzenb.: Sie kommt im südöstlichen Südamerika vor und ist in Taiwan ein Neophyt.[6]
- Hypochaeris chillensis (Kunth) Britton: Sie kommt ursprünglich in Südamerika vor und ist in Alabama, Florida, Georgia, Louisiana, Mississippi, North Carolina, South Carolina, Texas, in Südafrika und in Taiwan ein Neophyt.[1][3]
- Hypochaeris ciliata (Thunberg) Makino: Sie kommt in China, in der Mongolei, im östlichen Russland und in Korea vor.[6]
- Hypochaeris cretensis (L.) Bory & Chaub.: Sie kommt in Italien, Sizilien, Sardinien, Malta, Korsika, Kreta und auf der Balkanhalbinsel vor.[5]
- Hypochaeris elata (Wedd.) Benth. & Hook. ex Griseb.: Sie kommt in Venezuela, Kolumbien, Ecuador, Bolivien, Peru und in Argentinien vor.[3]
- Kahles Ferkelkraut (Hypochaeris glabra L.): Es kommt ursprünglich in Europa, Nordafrika, auf den Kanaren und Madeira und in Westasien vor.[3] In Nord-, Mittel- und Südamerika, auf Hawaii, im östlichen und südlichen Afrika, auf den Azoren, in Indien, Japan und Taiwan, in Australien und in Neuseeland ist es ein Neophyt.[3]
- Hypochaeris laevigata (L.) Ces. et al.: Sie kommt in Marokko, Algerien, Tunesien, in Spanien, Italien und Sizilien vor.[5]
- Geflecktes Ferkelkraut (Hypochaeris maculata L.)
- Hypochaeris microcephala (Schultz-Bipontinus) Cabrera: Sie kommt in Südamerika vor.[1]
- Hypochaeris oligocephala (Svent. & Bramwell) Lack: Sie kommt nur in Teneriffa vor.[3]
- Gewöhnliches Ferkelkraut (Hypochaeris radicata L.)
- Hypochaeris robertia (Sch.Bip.) Fiori: Sie kommt in Italien, Sardinien, Sizilien, Korsika und Algerien vor.[5]
- Hypochaeris salzmanniana DC.: Sie kommt in Marokko, Algerien, Spanien und Gibraltar vor.[5]
- Hypochaeris scorzonerae (DC.) F. Muell.: Sie kommt in Chile vor.[3]
- Hypochaeris sessiliflora Kunth: Sie kommt in Kolumbien, Ecuador, Bolivien, Peru, Venezuela, Argentinien und Chile vor.[3]
- Hypochaeris tenuiflora (Boiss.) Boiss.: Sie kommt nur auf Kreta vor.[5]
- Hypochaeris tenuifolia Trev. ex Sch.Bip.: Sie wurde aus Chile erstbeschrieben.
- Einköpfiges Ferkelkraut (Hypochaeris uniflora Vill.)

## Bilder

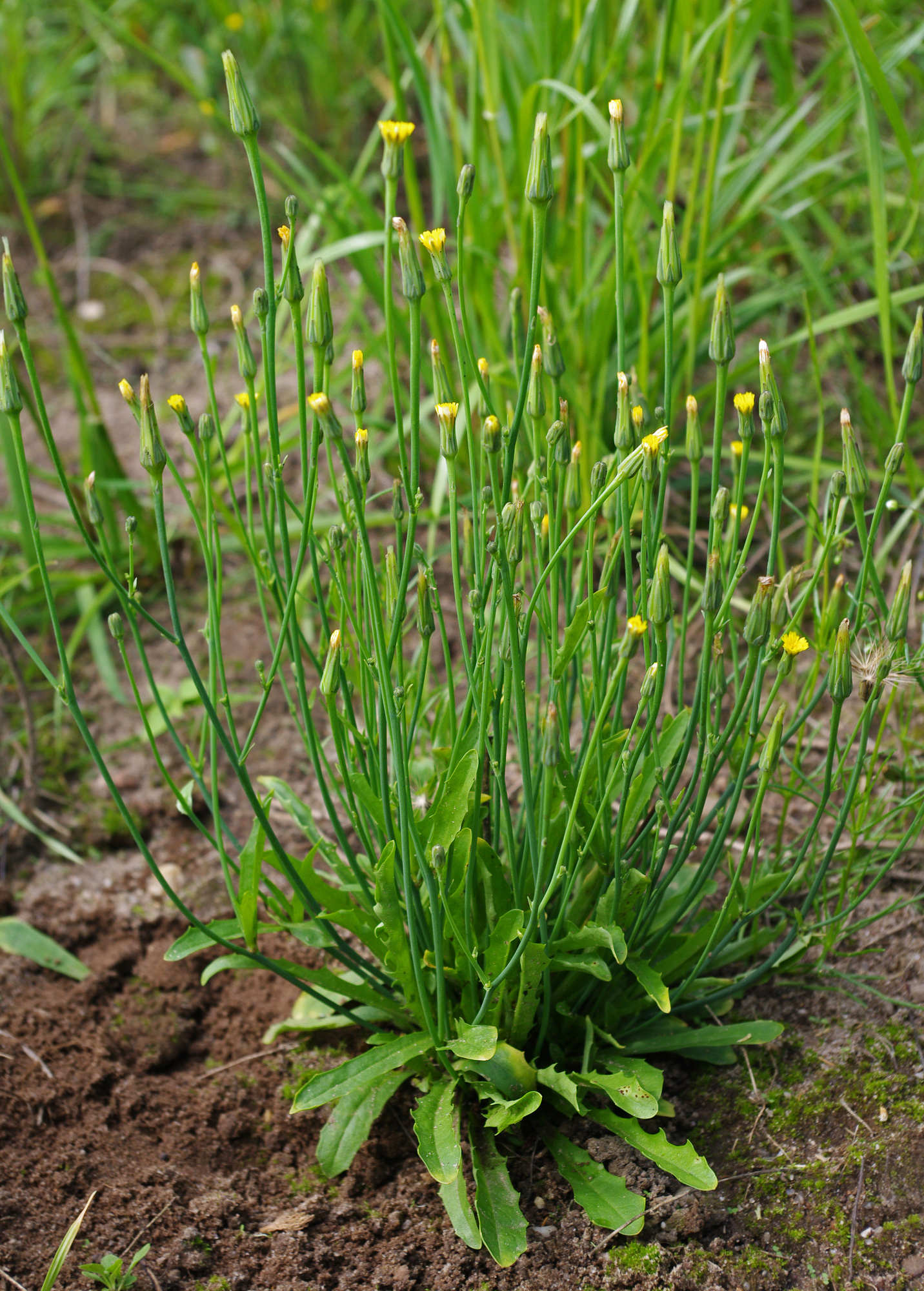
Kahles Ferkelkraut (Hypochaeris glabra)
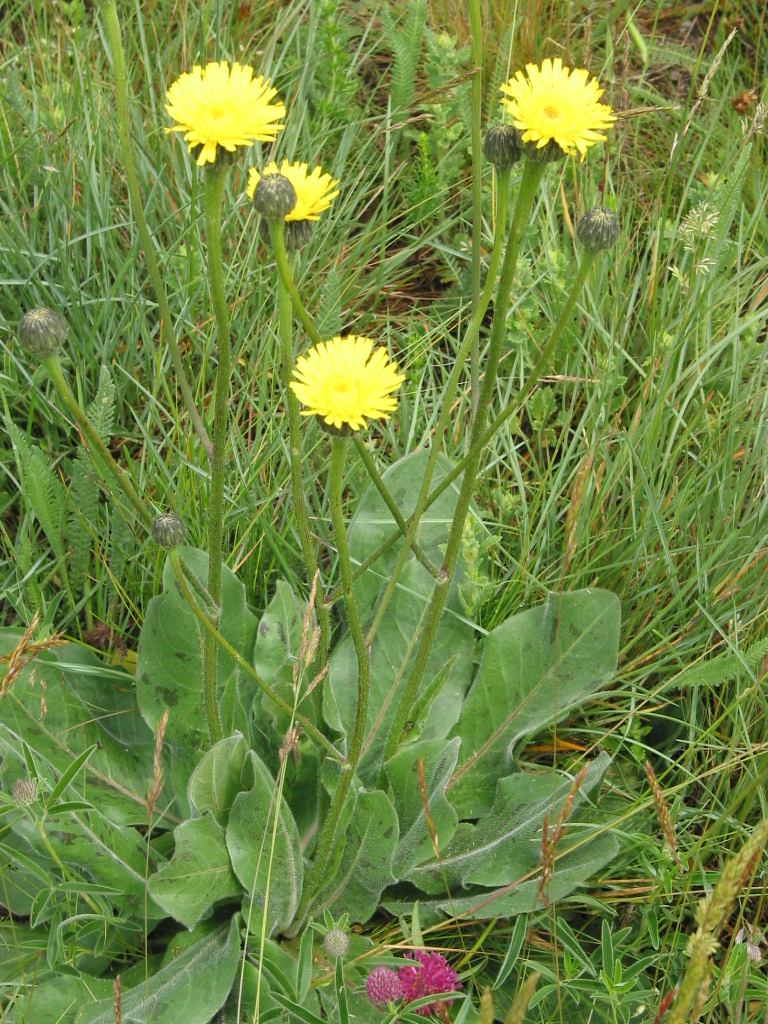
Geflecktes Ferkelkraut (Hypochaeris maculata)
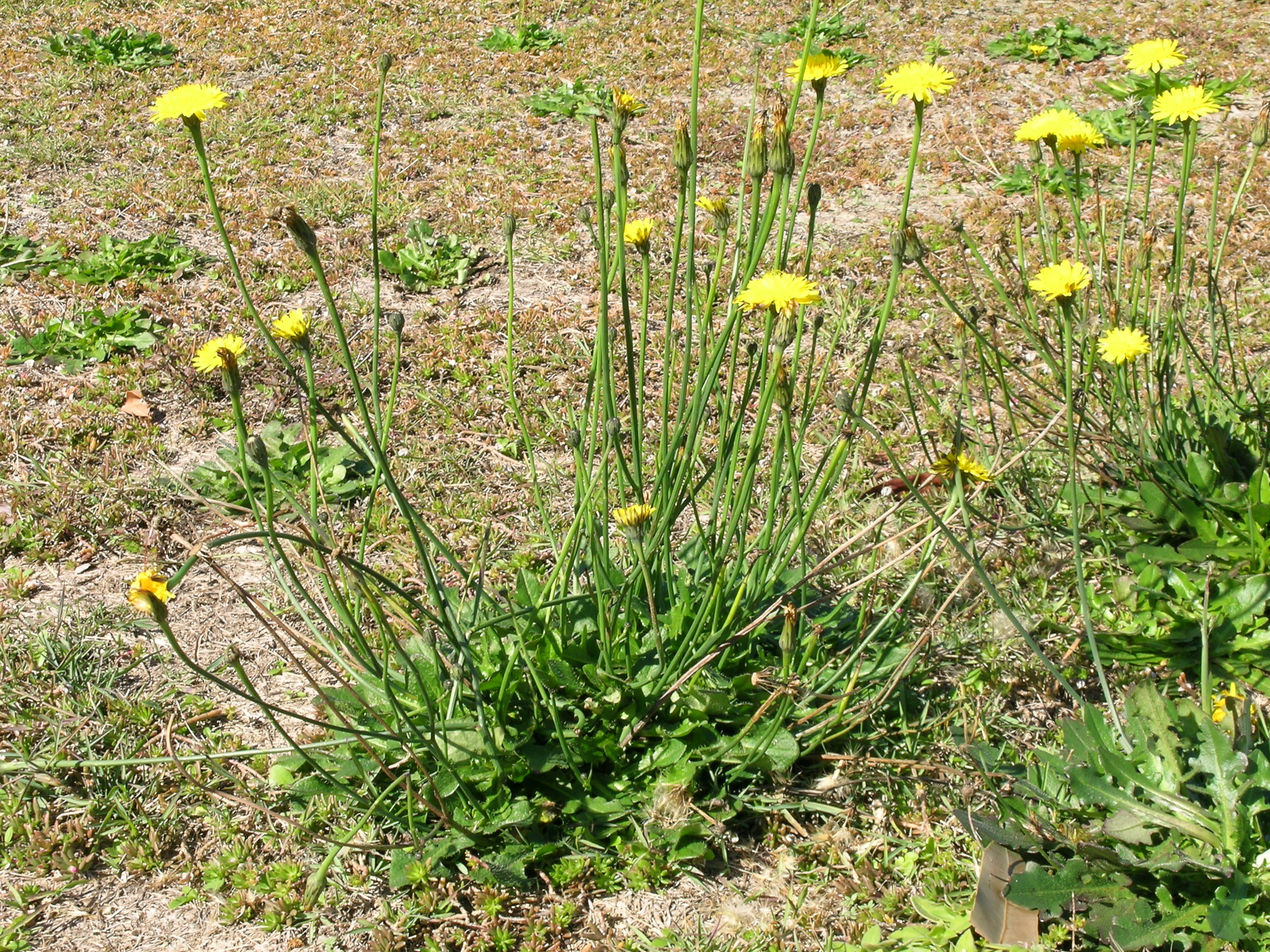
Gewöhnliches Ferkelkraut (Hypochaeris radicata)
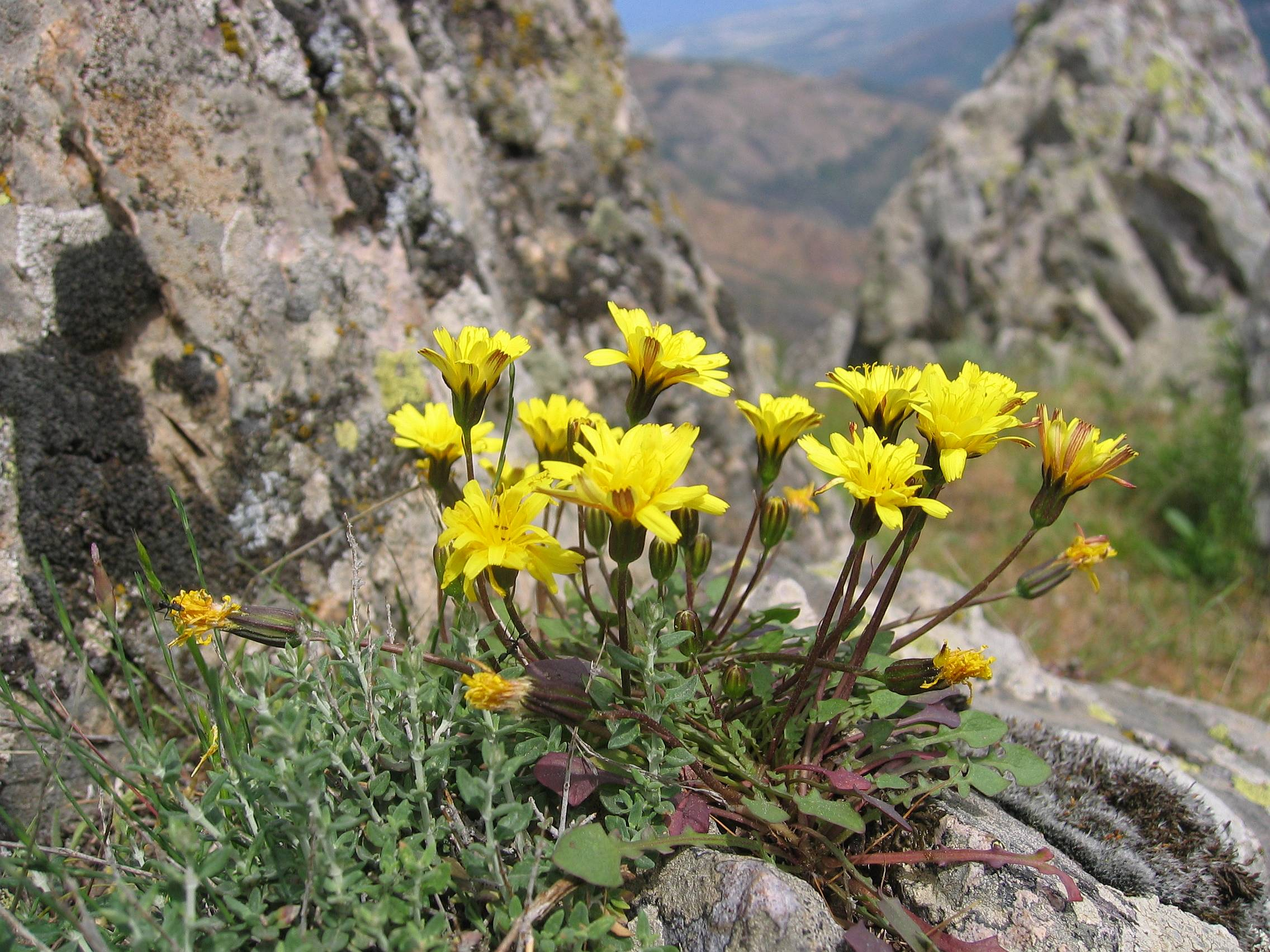
Hypochaeris robertia auf Korsika
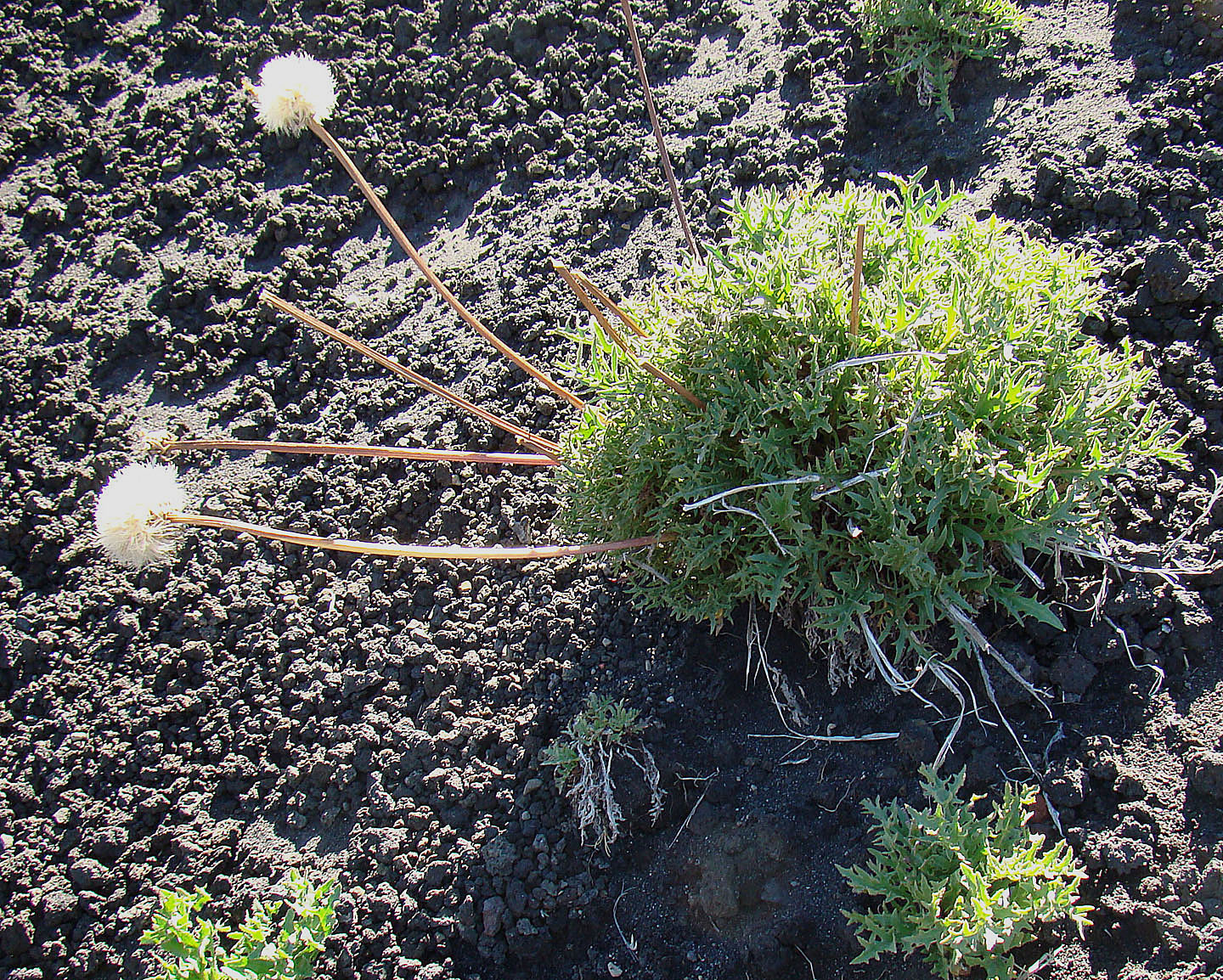
Hypochaeris tenuifolia
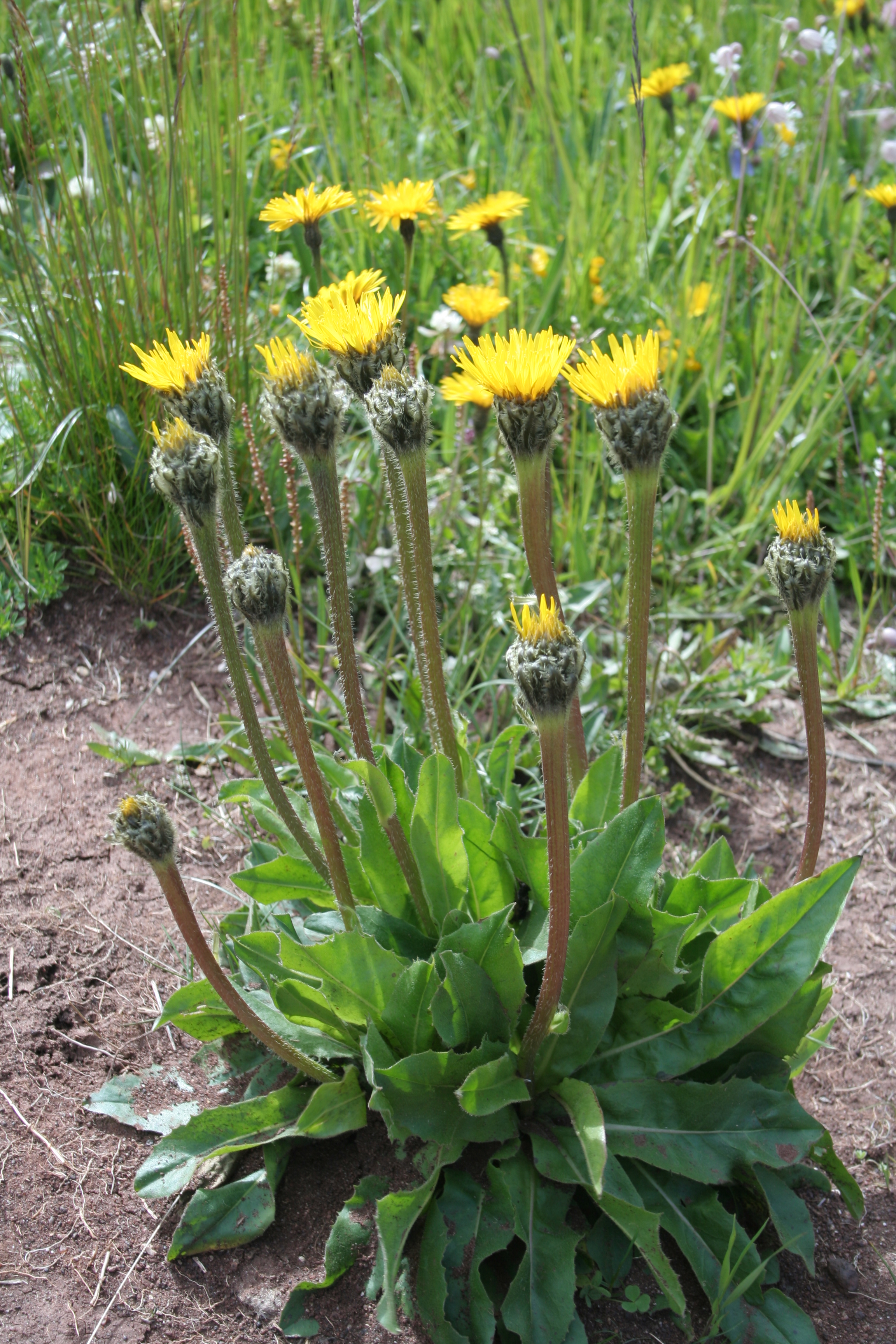
Einköpfiges Ferkelkraut (Hypochaeris uniflora)